# 髙田茂樹
高田 茂樹（たかだ しげき、1954年1月30日 - ）は日本の英文学者。主だった研究分野は、シェイクスピアを中心とするエリザベス朝の演劇と、広くイギリス近代初期の文化。

## 学歴
- 1972年4月 - 京都府立大学文学部文学科西洋文学専攻課程入学
- 1976年3月 - 同大学同学部同学科同専攻課程卒業
- 1976年4月 - 東京大学大学院人文科学研究科英語英文学専門課程修士課程入学
- 1979年3月 - 同大学院同研究科同専門課程修士課程修了
- 1979年4月 - 同大学院同研究科同専門課程博士課程進学
- 1980年3月 - 同大学院同研究科同専門課程博士課程退学

## 職歴
- 1980年4月 - 岡山大学助手  教養部に配属（英語担当）
- 1981年4月 - 同大学講師
- 1986年4月 - 同大学助教授
- 1988年4月 - 神戸大学助教授  教養部に配属（英語担当）
- 1990年4月 - 金沢大学助教授　文学部に配属（イギリス文学担当）
- 2003年4月 - 金沢大学教授
- 2007年4月 - 金沢大学教授　組織改編により、歴史言語文化学系・人文学類に配属
- 2019年3月 - 定年により、退職

+ 2019年4月 - 金沢大学名誉教授

## 著書
- 『奈落の上の夢舞台−−後期シェイクスピア演劇の展開』（水声社、2019）

## 翻訳
- スティーヴン・グリーンブラット『ルネサンスの自己成型−−モアからシェイクスピアまで』（みすず書房、1992）
- ピーター・ブルックス『肉体作品−−近代の語りにおける欲望の対象』（新曜社、2003）
- クリストファー・マーロウ『タンバレイン』（水声社、2012）
- スティーヴン・グリーンブラット『シェイクスピアの自由』（みすず書房、2013）
- レベッカ・ストット『進化論の知られざる歴史−−ダーウィンとその〈先駆者〉たち』（作品社、2024）

## 主な論文
著書に再録されたものを除く。共著の分担執筆分を含む。
- 「装いの王−−フォード『パーキン・ウォーベック』考−−」（上・下）（『ペルシカ』〔岡山英文学会〕第8号〔1981）47-56頁、第9９号〔1982〕15-23頁）
- 「『タイタス・アンドロニカス』の頃−−初期シェイクスピアにおける悲劇観の形成−−」（『リテラ』（岡山大学教養部英語科）創刊号〔1981〕31-40頁）
- 「エリザベス朝悲劇における個人の発見−−『リチャード三世のモラルとエートス−−」　（『岡山大学教養部紀要』第18号〔1982〕151-178頁）
- 「新歴史主義の視点」（『リテラ』（岡山大学教養部英語科）第3号〔1988〕57-80頁）
- 「塵に遊ぶ−−『行人』における時間と人称−−」（『近代』〔神戸大学「近代」発行会〕第68号〔19990〕23-51頁）
- 「新歴史主義の視点から−−創造的対話に向けて−−」（『英語青年』第137巻第1号「特集：文学史の読み直し」〔1991〕13-15頁）
- 「『ヘンリー四世二部作』−−あるいは、シェイクスピア的温厚さの起源について−−」（玉泉八州男他編『シェイクスピア全作品論』〔研究社出版、1992〕145-164頁）
- 「解釈の多様性という古くて新しい問題−−『夏の夜の夢』の劇中劇とその周辺−−」（Shakespeare News 〔日本シェイクスピア協会会報〕第33巻第2号〔1994〕2-6頁）
- 「『フォースタス』の悪魔」（玉泉八州男編『エリザベス朝演劇の誕生』〔水声社、1997〕451−477頁）
- 「家族の肖像−−シェイクスピア『ジョン王』論−−」（楠明子・原英一編『ゴルディオスの絆−−結婚のディスコースとイギリス・ルネサンス演劇』〔松柏社、2002年〕93-124頁）
- 「理想の君主を演じる−−『ヘンリー五世』への道」（日本シェイクスピア協会編『蘇るシェイクスピア−−没後四〇〇年記念論集』〔研究社、2016〕）150-174頁
- 「水村美苗『本格小説』−−語りの位相」（『文学海を渡る 〈越境と変容の新展開〉』〔三弥井書店、2016〕191-227頁）
- 「『リチャード二世』−−神と人、王と臣下のあり方と関係を巡る一考察」（『金沢大学歴史言語文化学系論集 言語・文学編』9号, 2017）17-41頁
- 「崩れゆく世界の中で−−シェイクスピア『ヘンリー六世』三部作−−」（上）（『金沢大学歴史言語文化学系論集 言語・文学編』10号, 2018）17-42頁　−−−−（下）（『金沢大学歴史言語文化学系論集 言語・文学編』11号,2019）1-31頁